# Martijn van der Laan
Martijn van der Laan (Groninga, 29 luglio 1988) è un ex calciatore olandese, di ruolo difensore.

## Carriera
Ha giocato in massima serie con Groningen e Cambuur.

## Palmarès

### Club

#### Competizioni nazionali
- Eerste Divisie: 1

Cambuur: 2012-2013
- Coppa dei Paesi Bassi: 1

Groningen: 2014-2015